# Кути (община Андриевица)
Кути (на сръбски: Кути) е село в Черна гора, част от Община Андриевица. Населението на селото през 2003 година е 49 души, предимно етнически сърби.

## Население
- 1948 – 180 жители
- 1953 – 182 жители
- 1961 – 177 жители
- 1971 – 132 жители
- 1981 – 95 жители
- 1991 – 75 жители
- 2003 – 49 жители

### Етнически състав
(2003)
- 38 (77,55 %) – сърби
- 10 (20,4 %) – черногорци
- 1 – неопределени

|  | Тази страница частично или изцяло представлява превод на страницата „Кути (Андријевица)“ в Уикипедия на сръбски. Оригиналният текст, както и този превод, са защитени от Лиценза „Криейтив Комънс – Признание – Споделяне на споделеното“, а за съдържание, създадено преди юни 2009 година – от Лиценза за свободна документация на ГНУ. Прегледайте историята на редакциите на оригиналната страница, както и на преводната страница, за да видите списъка на съавторите. ВАЖНО: Този шаблон се отнася единствено до авторските права върху съдържанието на статията. Добавянето му не отменя изискването да се посочват конкретни източници на твърденията, които да бъдат благонадеждни. |